# Аккум (Жанакорганський район)
Акку́м (каз. Аққұм) — село у складі Жанакорганського району Кизилординської області Казахстану. Входить до складу Кейденського сільського округу.
Населення — 514 осіб (2021; 463 у 2009, 360 у 1999, 329 у 1989).